# Barrhorn
Barrhorn är ett berg i Schweiz. Det ligger i distriktet Visp och kantonen Valais, i den södra delen av landet. Toppen på Barrhorn är 3 610 meter över havet.
Terrängen runt Barrhorn är bergig. Den högsta punkten i närheten är Weisshorn, 4 506 meter över havet, 6,2 km söder om Barrhorn.
Trakten runt Barrhorn består i huvudsak av kala bergstoppar och isformationer.